# Cattedrali in Algeria
Questa è una lista delle cattedrali in Algeria.

## Cattedrali cattoliche
| Cattedrale                                 | Arcidiocesi o Diocesi | Località | Dedicazione         | Immagine |
| ------------------------------------------ | --------------------- | -------- | ------------------- | -------- |
| Cattedrale del Sacro Cuore                 | Arcidiocesi di Algeri | Algeri   | Sacro Cuore di Gesù |          |
| Pro-cattedrale di Sant'Agostino            | Diocesi di Costantina | Annaba   | Sant'Agostino       |          |
| Pro-cattedrale di Ghardaïa                 | Diocesi di Laghouat   | Ghardaïa |                     |          |
| Pro-cattedrale di Notre-Dame de Santa Cruz | Diocesi di Orano      | Orano    | Vergine Maria       |          |

## Ex-cattedrali cattoliche
| Cattedrale                                       | Arcidiocesi o Diocesi | Località   | Dedicazione          | Immagine |
| ------------------------------------------------ | --------------------- | ---------- | -------------------- | -------- |
| Ex-cattedrale di San Filippo                     | Arcidiocesi di Algeri | Algeri     | San Filippo          |          |
| Ex-cattedrale di Nostra Signora dei Sette Dolori | Diocesi di Costantina | Costantina | Vergine Maria        |          |
| Ex-cattedrale di Sant'Ilario                     | Diocesi di Laghouat   | Laghouat   |                      |          |
| Ex-cattedrale del Sacro Cuore                    | Diocesi di Orano      | Orano      | Sacro Cuore          |          |
| Ex-cattedrale di San Luigi                       | Diocesi di Orano      | Orano      | San Luigi di Francia |          |